# Discografia de Ariana Grande
A discografia de Ariana Grande consiste em sete álbuns de estúdio, um álbum de compilação, quatro EPs, quinze singles como artista principal, quatro singles promocionais e trinta e um vídeos musicais. Depois de assinar com Republic Records, ela lançou seu primeiro single, "Put Your Hearts Up" , em 12 de dezembro de 2011. A canção ganhou certificado de ouro pela Recording Industry Association of America (RIAA). No ano seguinte, ela fez participação no single, "Popular Song" de Mika. Grande fez sua estréia no Billboard Hot 100 em abril de 2013, com "The Way", com a participação do rapper Mac Miller. O single estreou no número 10 na parada e ganhou o disco de platina triplo pela RIAA. Seu primeiro álbum de estúdio, Yours Truly, foi lançado em 30 de agosto de 2013 e estreou no número 1 na Billboard 200, com vendas de 138.000 cópias em sua primeira semana mais dois singles foram lançados do álbum: "Baby I" e "Right There", com a participação do rapper Big Sean. O álbum vendeu mais de 500.000 cópias, e mais tarde, ganhou o disco de platina pela RIAA. Seu primeiro EP, Christmas Kisses, foi lançado em 13 de dezembro de 2013.
O segundo álbum de estúdio de Grande, My Everything, foi lançado 22 de agosto de 2014, e tornou-se seu segundo álbum consecutivo número 1 na Billboard 200, vendendo 169.000 cópias em sua primeira semana. O seu primeiro single, "Problem", com a participação da rapper Iggy Azalea, estreou no número 3 na Billboard Hot 100, mais tarde, chegando no número 2. Ele se tornou seu primeiro single número 1 no UK Singles Chart. O segundo single, "Break Free", com a participação do DJ Zedd, também fez sucesso, alcançando o top 10 na Austrália, Canadá, Irlanda, Nova Zelândia e Estados Unidos. "Bang Bang", seu single em colaboração com Jessie J e Nicki Minaj, chegou ao top 10 nos EUA, o que fez dela a segunda artista feminina a ter três singles no top 10 do Billboard Hot 100 simultaneamente. "Bang Bang" também tornouo-se seu segundo número 1 no UK Singles Chart. O quarto single, "Love Me Harder", com a participação de The Weeknd, alcançou o o número 7 na Hot 100, levando-a a ser a única artista a colocar quatro singles no Top 10 do Billboard Hot 100 em 2014. O quinto single do My Everything, "One Last Time", foi lançado em 10 de fevereiro de 2015 e alcançou a posição número 13 na Billboard Hot 100. Todos os cinco singles do My Everything foram certificados com platina pela RIAA. Christmas Kisses, foi relançado em dezembro de 2014, exclusivamente para o Japão e contou com a faixa extra, "Santa Tell Me". Em junho de 2015, ela lançou um álbum de remixes, intitulado The Remix, que consiste em faixas de seus dois primeiros álbuns de estúdio. Ela lançou outro EP natalino em 2015, Christmas & Chill.
Seu terceiro álbum, Dangerous Woman, foi lançado em maio de 2016 e estreou em segundo lugar na Billboard 200, com mais de 270 mil cópias vendidas nos EUA, além de ficar no topo em diversos países. O álbum foi muito bem sucedido, aclamado pela critica  e recebendo indicação ao Grammy na categoria "melhor álbum pop vocal" e em pouco tempo vendeu mais de 1 milhão de cópias mundialmente. O primeiro single do álbum ''Dangerous Woman'' foi lançado em 11 de Março de 2016, alcançou o número oito na Billboard Hot 100 e foi indicada ao Grammy, na categoria "melhor performance pop solo". O segundo single, "Into You", foi lançado em 6 de maio e entrou no top 15 das paradas de sucesso do USA, UK e Austrália. O terceiro single foi "Side to Side", lançado em setembro de 2016, alcançando a 4° posição na Billboard Hot 100, e entrando no top 5 na Austrália, Canada e UK. O quarto álbum de Grande, Sweetener, foi lançado em agosto de 2018 e alcançou o primeiro lugar na Austrália, Noruega e EUA, onde foi certificado 2× Platina pela RIAA. Seu primeiro single, "No Tears Left to Cry", entrou na Billboard Hot 100 no número três, estendendo ainda mais seu recorde como a única artista a estrear no top dez com o primeiro single de todos os seus álbuns. O single seguinte, "God Is a Woman", alcançou o número oito nos EUA . Com o terceiro single, "Breathin". Grande lançou seu quinto álbum de estúdio, Thank U, Next , em fevereiro de 2019, que chegou ao topo da Billboard 200 e nas paradas em todo o mundo, e foi certificado 2× Platina pela RIAA. Quebrou vários recordes de paradas e streaming, incluindo a maior semana de streaming para um álbum pop e para um álbum feminino nos EUA. Seu primeiro single de mesmo nome, bem como o segundo single "7 Rings" estrearam em primeiro lugar em mais de 20 países em todo o mundo, se tornando uma das canções mais vendidas da história digital no Reino Unido. O terceiro single do álbum "Break Up with Your Girlfriend, I'm Bored" estreou em segundo lugar nos EUA e liderou a parada no Reino Unido. Com esses singles, Grande se tornou a primeira artista solo, e a segunda artista depois dos Beatles, a ocupar as três primeiras posições na Billboard Hot 100 simultaneamente. Ela quebrou o recorde de mais estreias em primeiro lugar na Hot 100 com as colaborações de 2020 "Stuck with U" com Justin Bieber e "Rain on Me" com Lady Gaga.
O sexto álbum de estúdio de Grande, Positions, foi lançado em outubro de 2020. Tanto o álbum quanto seu primeiro single de mesmo nome estrearam em primeiro lugar nos EUA e no Reino Unido. Com isso, ela se tornou a primeira artista a ter cinco estreias em primeiro lugar na Hot 100 e a primeira a ter seus cinco primeiros números um estreando no topo. O segundo single "34+35", alcançou o número dois nos EUA após um remix com Doja Cat e Megan Thee Stallion. Grande conquistou seu sexto e sétimo singles número um nos Estados Unidos com remixes de The Weeknd, "Save Your Tears" em 2021 e "Die for You " em 2023.  O sétimo álbum de estúdio de Grande, Eternal Sunshine foi lançado em março de 2024 e estreou no topo da Billboard 200. Ela alcançou o primeiro lugar na Billboard Hot 100 pela oitava e nona vez com os singles do álbum "Yes, And?" e "We Can't Be Friends (Wait for Your Love)", tornando-se seu sexto e sétimo a estrear na parada, respectivamente. Grande gravou a maioria das músicas do álbum da trilha sonora de 2024, Wicked: The Soundtrack.
Ariana já vendeu mais de 150 milhões de discos e singles no mundo. Além disso Ariana Grande é a mulher mais transmitida da história com 90 bilhões de streams em escala global.

## Álbuns

### Álbuns de estúdio
| Yours Truly                                                                                           | - Lançamento: 30 de Agosto de 2013 - Gravadora: Republic Records - Formatos: CD, download digital                     | 1 | 6 | 2 | 10 | — | 3  | 5  | 11 | — | 7 | - : 4.100.000 - : 1 milhão de cópias - : 140 mil cópias - : 100 mil cópias - : 60 mil cópias    | - : 1× Platina - : Platina - : Ouro - : Ouro - : Ouro |
| My Everything                                                                                         | - Lançamento: 22 de Agosto de 2014 - Gravadora: Republic Records - Formatos: LP, CD, download digital                 | 1 | 1 | 1 | 2  | 4 | 3  | 3  | 3  | 2 | 3 | - : 14.000.000 - : 5 milhões de cópias - : 350 mil cópias - : 500 mil cópias - : 260 mil cópias | - : 5× Platina - : 6× Platina - : 3× Platina - : 3× Platina - : 2× Platina - : Platina - : Platina - : Platina - : Platina - : Platina - : Platina - : Platina - : Ouro - : Ouro |
| Dangerous Woman                                                                                       | - Lançamento: 20 de Maio de 2016 - Gravadora: Republic Records - Formatos: LP, CD, download digital                   | 2 | 1 | 2 | 5  | 1 | 2  | 1  | 1  | 4 | 1 | - : 8.450.000 - : 2 milhões de cópias - : 200 mil cópias - : 340 mil cópias - : 160 mil cópias  | - : 2× Platina - : 3× Platina - : 3× Platina - : 2× Platina - : 2× Platina - : 2× Platina - : Platina - : Platina - : Platina - : Platina - : Platina - : Ouro - : Ouro          |
| Sweetener                                                                                             | - Lançamento: 17 de Agosto de 2018 - Gravadora: Republic Records - Formatos: LP, CD, download digital, fita cassete   | 1 | 1 | 1 | 2  | 1 | 5  | 1  | 1  | 1 | 1 | - : 6.000.000 - : 3 milhões de cópias - : 300 mil cópias - : 80 mil cópias - : 50 mil cópias    | - : 3× Platina - : Platina - : Platina - : Platina - : Platina - : 2× Platina - : 3× Platina - : Platina - : Ouro - : Ouro - : Ouro - : Ouro - : Ouro                            |
| Thank U, Next                                                                                         | - Lançamento: 8 de Fevereiro de 2019 - Gravadora: Republic Records - Formatos: LP, CD, download digital, fita cassete | 1 | 1 | 1 | 1  | 2 | 12 | 2  | 1  | 1 | 1 | - : 10.000.000 - : 4 milhões de cópias - : 450 mil cópias - : 120 mil cópias - : 25 mil cópias  | - : 4× Platina - : 3× Platina - : 2× Platina - : 2× Platina - : Diamante - : Platina - : Platina - : Platina - : Ouro - : Ouro - : Ouro - : Ouro                                 |
| Positions                                                                                             | - Lançamento: 30 de Outubro de 2020 - Gravadora: Republic Records - Formatos: LP, CD, download digital                | 1 | 2 | 1 | 2  | 8 | -  | 2  | 1  | 3 | 1 | - : 5.020.000 - : 2 milhões de cópias - : 100 mil cópias                                        | - : 2× Platina - : Ouro - : Ouro - : Ouro - : Ouro |
| Eternal Sunshine                                                                                      | - Lançamento: 8 de Março de 2024 - Gravadora: Republic Records - Formatos: LP, CD, download digital                   | 1 | 1 | - | 1  | - | -  | 30 | -  | - | 1 | - : 2.452.000                                                                                   | - : Platina - : Ouro |
| "—" denota itens que não conseguiram entrar nas tabelas musicais ou não foram lançados no território. | |   |   |   |    |   |    |    |    |   |   |                                                                                                 | |

### Álbuns ao vivo
| Álbum                                    | Detalhes                                                                                             | Melhores posições nas tabelas musicas | Melhores posições nas tabelas musicas | Melhores posições nas tabelas musicas |
| Álbum                                    | Detalhes                                                                                             | EUA                                   | NLD                                   | SUI                                   |
| ---------------------------------------- | --- | ------------------------------------- | ------------------------------------- | ------------------------------------- |
| K Bye for Now (SWT Live)                 | - Lançamento: 23 de dezembro de 2019 - Gravadora: Republic - Formato(s): Download digital, streaming | 97                                    | 57                                    | 93                                    |
| Yourys Truly (Tenth Anniversary Edition) | - Lançamento 25 de Agosto de 2023 - Gravadora: Republic - Formatos(s): Download digital, streaming   | 93                                    | 57                                    | 93                                    |

### Álbuns de compilação
| Obra     | Detalhes | Posições | Vendas                 |
| Obra     | Detalhes | JAP      | Vendas                 |
| -------- | --- | -------- | ---------------------- |
| The Best | - Lançado: 27 de setembro de 2017 (apenas no Japão) - Gravadora: Universal Music Japan - Formato: Blu-ray, CD, download digital | 2        | - : 100.000 - : 60.000 |

### Álbuns remix
| Obra      | Detalhes | Posições | Vendas               |
| Obra      | Detalhes | JAP      | Vendas               |
| --------- | --- | -------- | -------------------- |
| The Remix | - Lançado: 25 de maio de 2015 (apenas no Japão) - Gravadora: Universal Music Japan - Formato: CD, download digital | 32       | - : 15.000 - : 4.000 |

### Extended plays
| Christmas Kisses                                                                                      | - Lançamento: 13 de dezembro de 2013 (UK) - Editora: Republic Records - Formato: Download digital           | —  | —  | —  | —  | —  | - : 60.000 - : 16.000  |
| Christmas Kisses (relançamento apenas no Japão)                                                       | - Lançamento: 5 de dezembro de 2014 (JAP) - Editora: Universal Music Japan - Formato: CD, Download digital  | —  | —  | —  | 25 | —  |                        |
| Christmas & Chill                                                                                     | - Lançamento: 18 de dezembro de 2015 (NZL) - Editora: Republic Records - Formato: Download digital          | 34 | 49 | 43 | —  | 30 | - : 100.000 - : 35.000 |
| Christmas & Chill (relançamento apenas no Japão)                                                      | - Lançamento: 18 de novembro de 2016 (JAP) - Editora: Universal Music Japan - Formato: CD, Download digital | —  | —  | —  | 47 | —  | - : 1.608              |
| "—" denota itens que não conseguiram entrar nas tabelas musicais ou não foram lançados no território. | |    |    |    |    |    |                        |

## Singles

### Como artista principal
| "Put Your Hearts Up" | 2011 | —  | —  | —  | —  | —  | —  | —  | —  | —  | —   | - : Ouro | Não adicionado à nenhum álbum     |
| "The Way" (com Mac Miller) | 2013 | 9  | 37 | 33 | —  | —  | 66 | —  | 31 | —  | 41  | - : 3× Platina - : Platina - : Ouro - : Prata - : 6.000.000 | Yours Truly                       |
| "Baby I" | 2013 | 21 | 67 | 57 | —  | —  | 6  | —  | —  | —  | 145 | - : Platina - : Ouro - : 2.000.000 | Yours Truly                       |
| "Right There" (com Big Sean) | 2013 | 84 | 51 | —  | —  | —  | —  | —  | —  | —  | 113 | - : Ouro - : 1.000.000 | Yours Truly                       |
| "Last Christmas" | 2013 | 96 | —  | —  | —  | —  | 73 | —  | —  | —  | 92  | - : 710.000 | Christmas Kisses                  |
| "Problem" (com Iggy Azalea) | 2014 | 2  | 2  | 3  | 5  | 12 | 16 | 6  | 1  | 5  | 1   | - : 6× Platina - : 4× Platina - : 4× Platina - : 2× Platina - : 2× Platina - : Platina - : Platina - : Platina - : Platina - : Platina - : Platina - : 20.200.000 | My Everything                     |
| "Break Free" (com Zedd) | 2014 | 4  | 3  | 5  | 19 | 16 | 19 | 4  | 5  | 6  | 16  | - : 3× Platina - : 4× Platina - : 4× Platina - : 2× Platina - : 2× Platina - : 4× Platina - : Platina - : Platina - : Platina - : Ouro - : Ouro - : 11.100.000 | My Everything                     |
| "Bang Bang" (com Jessie J e Nicki Minaj) | 2014 | 3  | 4  | 3  | 10 | 47 | 40 | 15 | 4  | 15 | 1   | - : 8× Platina - : 6× Platina - : 3× Platina - : 2× Platina - : 2× Platina - : Platina - : 2× Platina - : 2× Platina - : 2× Platina - : Platina - : Ouro - : 21.500.000                                                                                                | My Everything e Sweet Talker      |
| "Love Me Harder" (com The Weeknd) | 2014 | 7  | 19 | 10 | 18 | 17 | —  | 22 | 28 | 26 | 48  | - : 3× Platina - : 3× Platina - : Platina - : Platina - : Platina - : Platina - : Platina - : Prata - : 9.400.000 | My Everything                     |
| "Santa Tell Me" | 2014 | 17 | 6  | 8  | 4  | 14 | 29 | 36 | 8  | 4  | 11  | - : 2× Platina - : 2× Platina - : Platina - : Ouro - : 8.000.000 | Christmas Kisses                  |
| "One Last Time" | 2015 | 13 | 15 | 22 | 12 | 19 | 84 | 11 | 22 | 22 | 2   | - : Platina - : 3× Platina - : 4× Platina - : 3× Platina - : 3× Platina - : 2× Platina - : Platina - : Platina - : Ouro - : Ouro - : Ouro - : 10.000.000 | My Everything                     |
| "E Più Ti Penso" (com Andrea Bocelli) | 2015 | —  | —  | —  | —  | —  | —  | —  | —  | —  | —   | | Cinema                            |
| "Focus" | 2015 | 7  | 10 | 8  | 30 | 8  | 19 | 20 | 16 | 14 | 10  | - : 2× Platina - : 2× Platina - : Platina - : Prata - : Platina - : Platina - : Ouro - : Ouro - : 5.600.000 | Dangerous Woman (Apenas no Japão) |
| "Dangerous Woman" | 2016 | 8  | 18 | 10 | 31 | 19 | 73 | 27 | 16 | 30 | 17  | - : 4× Platina - : 4× Platina - : 2× Platina - : Platina - : Platina - : Platina - : Platina - : Platina - : Ouro - : Ouro - : Ouro - : Ouro - : Ouro - : 8.200.000 | Dangerous Woman                   |
| "Into You" | 2016 | 13 | 11 | 13 | 30 | 29 | 25 | 25 | 9  | 31 | 14  | - : 4× Platina - : 6× Platina - : 3× Platina - : 2× Platina - : 2× Platina - : 2× Platina - : 2× Platina - : Ouro - : 2× Platina - : Platina - : Ouro - : Ouro - : Ouro - : 11.000.000                                                                                 | Dangerous Woman                   |
| "Side to Side" (com Nicki Minaj) | 2016 | 4  | 3  | 4  | 13 | 28 | 74 | 8  | 2  | 13 | 4   | - : 6× Platina - : 4× Platina - : 3× Platina - : Diamante - : 2× Platina - : 2× Platina - : 2× Platina - : Platina - : Platina - : Platina - : Platina - : Platina - : Ouro - : 16.000.000                                                                             | Dangerous Woman                   |
| "Everyday (com Future) | 2017 | 55 | 96 | 54 | —  | —  | —  | —  | 3  | —  | 131 | - : Platina - : Platina - : Prata - : 3.000.000 | Dangerous Woman                   |
| "Beauty and the Beast" (com John Legend) | 2017 | 87 | 64 | 70 | —  | —  | 10 | —  | 6  | —  | 52  | - : Ouro - : Platina - : Ouro - : Prata - : 3.000.000 | Beauty and the Beast and The Best |
| "No Tears Left to Cry" | 2018 | 3  | 1  | 2  | 6  | 6  | 12 | 1  | 4  | 2  | 2   | - : 3× Platina - : 3× Platina - : 5× Platina - : 2× Platina - : 2× Platina - : 2× Platina - : Platina - : Platina - : Platina - : Platina - : Ouro - : Ouro - : 13.100.000                                                                                             | Sweetener                         |
| "God Is a Woman" | 2018 | 8  | 5  | 5  | 19 | 27 | 73 | 15 | 5  | 12 | 4   | - : 2× Platina - : 4× Platina - : 2× Diamante - : Platina - : Ouro - : Ouro - : Ouro - : Ouro - : Ouro - : 8.000.000 | Sweetener                         |
| "Breathin" | 2018 | 12 | 8  | 16 | 22 | 33 | —  | 18 | 11 | 13 | 8   | - : Platina - : Platina - : 3× Platina - : Ouro - : Ouro - : 5.400.000 | Sweetener                         |
| "Thank U, Next" | 2018 | 1  | 1  | 1  | 3  | 24 | 24 | 3  | 1  | 3  | 1   | - : 7× Platina - : 3× Diamante - : 7× Platina - : 2× Platina - : 2× Platina - : 2× Platina - : 2× Platina - : Platina - : Platina - : Platina - : Platina - : Ouro - : Ouro - : 19.000.000                                                                             | Thank U, Next                     |
| "7 Rings" | 2019 | 1  | 1  | 1  | 2  | 5  | 21 | 4  | 1  | 1  | 1   | - : 7× Platina - : 3× Diamante - : Diamante - : 7× Platina - : 2× Platina - : 2× Platina - : 2× Platina - : 2× Platina - : 2× Platina - : 2× Platina - : Platina - : Platina - : Platina - : Platina - : Platina - : Platina - : Ouro - : Ouro - : Ouro - : 20.000.000 | Thank U, Next                     |
| "Break Up with Your Girlfriend, I'm Bored" | 2019 | 2  | 2  | 2  | 4  | 35 | —  | 11 | 1  | 6  | 1   | - : Platina - : 4× Platina - : Ouro - : Ouro - : Ouro - : Platina - : Ouro - : 9.000.000 | Thank U, Next                     |
| "Boyfriend" (com Social House) | 2019 | 8  | 4  | 5  | 20 | 23 | 57 | 30 | 4  | 18 | 4   | - : Platina - : Ouro - : Platina - : Platina - : Ouro - : Ouro - : 4.000.000 | Everything Changed...             |
| "Dont Call Me Angel" (com Miley Cyrus e Lana Del Rey) | 2019 | 13 | 4  | 7  | 22 | 39 | 61 | 27 | 6  | 22 | 2   | - : Ouro - : Prata - : Ouro - : Ouro - : 3.000.000 | Charlie's Angels                  |
| "Stuck with U" (com Justin Bieber) | 2020 | 1  | 3  | 1  | 5  | 19 | 29 | 3  | 1  | 8  | 4   | - : Platina - : Platina - : 2× Platina - : Platina - : Ouro - : Ouro - : Ouro - : Ouro - : 5.000.000 | Não adicionado à nenhum álbum     |
| "Rain on Me" (com Lady Gaga) | 2020 | 1  | 2  | 1  | 14 | 5  | 8  | —  | 2  | 8  | 1   | - : 2× Platina - : 2× Platina - : 2× Platina - : 2× Platina - : Platina - : Platina - : Platina - : Platina - : Ouro - : Ouro - : Ouro - : 7.500.000 | Chromatica                        |
| "Positions" | 2020 | 1  | 1  | 1  | 11 | 18 | 39 | 10 | 1  | 10 | 1   | - : 2× Platina - : Platina - : 2× Platina - : 2× Platina - : Platina - : Platina - : Ouro - : Ouro - : Ouro - : 7.000.000 | Positions                         |
| "34+35" | 2020 | 2  | 5  | 5  | 33 | 82 | —  | —  | 3  | 34 | 3   | - : 2× Platina - : Platina - : Platina - : Platina - : Ouro - : 6.000.000 | Positions                         |
| "POV" | 2021 | 40 | 29 | 31 | —  | —  | —  | —  | 19 | 83 | 19  | - : 2.000.000 | Positions                         |
| "Save Your Tears (Remix)"(com The Weeknd) | 2021 | 1  | —  | 1  | —  | —  | —  | —  | 11 | 3  | —   | - : Ouro | Não adicionado à nenhum álbum     |
| "—" denota singles que não posicionaram nas paradas musicais ou não foram lançados na região. |      |    |    |    |    |    |    |    |    |    |     | |                                   |
| Desde maio de 2013, o padrão de certificação da RIAA foi alterado e passou a aceitar o uso de streams e áudio On-Demand em sua contagem, por este motivo, todas as vendas adicionadas aqui são Sales Plus Stream. |      |    |    |    |    |    |    |    |    |    |     | |                                   |

### Como artista convidada
| "Popular Song" (Mika com Ariana Grande)                                            | 2013 | 87  | 71 | 92 | —  | 183 | - : Ouro - : 1.500.000                                | Yours Truly e The Origin of Love                    |
| "Adore" (Cashmere Cat com Ariana Grande)                                           | 2015 | 93  | —  | —  | —  | —   | - : 250.000                                           | Não adicionado à nenhum álbum                       |
| "Boys Like You" (Who Is Fancy com Meghan Trainor & Ariana Grande)                  | 2015 | 118 | —  | 89 | 26 | —   | - : Ouro - : 260.000                                  | Não adicionado à nenhum álbum                       |
| "Over and Over Again" (Nathan Sykes com Ariana Grande)                             | 2016 | —   | —  | —  | —  | 54  | - : 1.065.000                                         | Unfinished Business                                 |
| "This Is Not a Feminist Song" (Elenco do SNL com Ariana Grande)                    | 2016 | —   | —  | —  | —  | —   |                                                       | Não adicionado à nenhum álbum                       |
| "My Favorite Part" (Mac Miller com Ariana Grande)                                  | 2016 | —   | —  | —  | —  | —   | - : 650.000                                           | The Divine Feminine                                 |
| "Faith" (Stevie Wonder com Ariana Grande)                                          | 2016 | —   | —  | —  | —  | —   | - : Ouro - : 160.000                                  | Sing                                                |
| "Heatstroke" (Calvin Harris com Young Thug, Pharrell Williams e Ariana Grande)     | 2017 | 96  | 23 | —  | —  | 25  | - : Ouro - : 900.000                                  | Funk Wav Bounces Vol. 1                             |
| "Quit" (Cashmere Cat com Ariana Grande)                                            | 2017 | —   | 56 | 81 | —  | —   | - : 300.000                                           | 9                                                   |
| "Arturo Sandoval" (Arturo Sandoval com Pharrell Williams & Ariana Grande)          | 2018 | —   | —  | —  | —  | —   |                                                       | Ultimate Duets                                      |
| "Dance to This" (Troye Sivan com Ariana Grande)                                    | 2018 | —   | 39 | —  | 41 | 64  | - : Ouro - : 1.500.000                                | Bloom                                               |
| "Bed" (Nicki Minaj com Ariana Grande)                                              | 2018 | 43  | 17 | 47 | 25 | 20  | - : Ouro - : Prata - : Ouro - : Platina - : 2.000.000 | Queen                                               |
| "Rule the World" (2 Chainz com Ariana Grande)                                      | 2019 | 94  | —  | —  | —  | —   | - : 1.000.000                                         | Rap or Go to the League                             |
| "Good as Hell (Remix)" (Lizzo com Ariana Grande)                                   | 2019 | —   | —  | —  | —  | —   |                                                       | Cuz I Love You                                      |
| "Time" (Childish Gambino com Ariana Grande)                                        | 2020 | —   | —  | —  | —  | —   |                                                       | 3.15.20                                             |
| "Oh Santa!" (Mariah Carey com Ariana Grande e Jennifer Hudson)                     | 2020 | 76  | —  | 60 | —  | 72  |                                                       | Mariah Carey's Magical Christmas Special Soundtrack |
| "Met Him Last Night" (Demi Lovato com Ariana Grande)                               | 2021 | 61  | —  | —  | 3  | 44  | - : Platina                                           | Dancing with the Devil... The Art of Starting Over  |
| "—" denota itens que não entraram nas tabelas ou não foram lançados no território. |      |     |    |    |    |     |                                                       |                                                     |

### Singlespromocionais
| "Almost Is Never Enough" (com Nathan Sykes do The Wanted)                          | 2013 | 82 | —  | —  | —  | —   | —  | —  | —  | 49  | - : 1.900.000                                  | Yours Truly e The Mortal Instruments: City of Bones |
| "Best Mistake" (com Big Sean)                                                      | 2014 | 49 | 45 | 39 | 29 | 103 | 74 | 67 | 29 | 154 | - : 3.500.000                                  | My Everything                                       |
| "Be Alright"                                                                       | 2016 | 43 | 52 | 39 | —  | 75  | 67 | 89 | —  | 65  | - : Platina - : Prata - : 1.800.000            | Dangerous Woman                                     |
| "Let Me Love You" (com Lil Wayne)                                                  | 2016 | 99 | 88 | 73 | —  | 164 | —  | —  | —  | 180 | - : Platina - : Platina - : Ouro - : 2.000.000 | Dangerous Woman                                     |
| "The Light Is Coming" (com Nicki Minaj)                                            | 2018 | 89 | —  | 40 | —  | 68  | —  | —  | —  | 57  | - : 1.000.000                                  | Sweetener                                           |
| "Imagine"                                                                          | 2019 | 21 | 15 | 17 | —  | 110 | —  | 32 | 16 | 8   | - : 3.000.000                                  | Thank U, Next                                       |
| "Monopoly" (com Victoria Monét)                                                    | 2019 | 69 | 21 | 38 | —  | —   | —  | 76 | 19 | 53  |                                                | Thank U, Next (Apenas no Japão)                     |
| "—" denota itens que não entraram nas tabelas ou não foram lançados no território. |      |    |    |    |    |     |    |    |    |     |                                                |                                                     |

## Outras canções que entraram nas tabelas
| Título                                                                                    | Ano  | Melhores posições nas paradas | Melhores posições nas paradas | Melhores posições nas paradas | Melhores posições nas paradas | Melhores posições nas paradas | Melhores posições nas paradas | Melhores posições nas paradas | Melhores posições nas paradas | Melhores posições nas paradas | Melhores posições nas paradas | Álbum                                |
| Título                                                                                    | Ano  | EUA                           | AUS                           | CAN                           | FRA                           | COR                           | HOL                           | NZL                           | POR                           | SUE                           | UK                            | Álbum                                |
| ----------------------------------------------------------------------------------------- | ---- | ----------------------------- | ----------------------------- | ----------------------------- | ----------------------------- | ----------------------------- | ----------------------------- | ----------------------------- | ----------------------------- | ----------------------------- | ----------------------------- | ------------------------------------ |
| "Give It Up" (Elenco de Victorious com Ariana Grande e Elizabeth Gillies)                 | 2011 | 123                           | —                             | —                             | —                             | —                             | —                             | —                             | —                             | —                             | —                             | Victorious                           |
| "Honeymoon Avenue"                                                                        | 2013 | 124                           | —                             | —                             | —                             | —                             | —                             | —                             | —                             | —                             | —                             | Yours Truly                          |
| "Tattooed Heart"                                                                          | 2013 | 115                           | —                             | —                             | —                             | —                             | —                             | —                             | —                             | —                             | —                             | Yours Truly                          |
| "Love Is Everything"                                                                      | 2013 | —                             | —                             | —                             | —                             | —                             | —                             | —                             | —                             | —                             | 132                           | Christmas Kisses                     |
| "Snow in California"                                                                      | 2013 | —                             | —                             | —                             | —                             | —                             | —                             | —                             | —                             | —                             | 151                           | Christmas Kisses                     |
| "Santa Baby" (com participação de Elizabeth Gillies)                                      | 2013 | —                             | —                             | —                             | —                             | —                             | —                             | —                             | —                             | —                             | 155                           | Christmas Kisses                     |
| "Break Your Heart Right Back" com Childish Gambino)                                       | 2014 | 112                           | —                             | —                             | —                             | —                             | —                             | —                             | —                             | —                             | —                             | My Everything                        |
| "Just a Little Bit of Your Heart"                                                         | 2014 | 113                           | 99                            | —                             | —                             | —                             | —                             | —                             | —                             | —                             | 177                           | My Everything                        |
| "My Everything"                                                                           | 2014 | 111                           | —                             | —                             | —                             | 73                            | —                             | —                             | —                             | —                             | —                             | My Everything                        |
| "All My Love" (Major Lazer com Ariana Grande)                                             | 2014 | —                             | —                             | —                             | 135                           | —                             | —                             | —                             | —                             | —                             | 194                           | The Hunger Games: Mockingjay, Part 1 |
| "Get On Your Knees" (Nicki Minaj com Ariana Grande)                                       | 2014 | 88                            | 80                            | 98                            | 181                           | 90                            | —                             | —                             | —                             | —                             | 86                            | The Pinkprint                        |
| "Research" (Big Sean com Ariana Grande)                                                   | 2015 | —                             | —                             | —                             | —                             | —                             | —                             | —                             | —                             | —                             | —                             | Dark Sky Paradise                    |
| "All My Love (Remix)" (Major Lazer com Ariana Grande e Machel Montano)                    | 2015 | —                             | —                             | 87                            | —                             | —                             | —                             | —                             | —                             | —                             | —                             | Peace Is the Mission                 |
| "December"                                                                                | 2015 | —                             | —                             | —                             | —                             | —                             | 112                           | —                             | —                             | —                             | —                             | Christmas & Chill                    |
| "True Love"                                                                               | 2015 | —                             | —                             | —                             | —                             | 30                            | —                             | —                             | —                             | —                             | —                             | Christmas & Chill                    |
| "Winter Things"                                                                           | 2015 | —                             | —                             | —                             | —                             | —                             | 40                            | —                             | —                             | —                             | —                             | Christmas & Chill                    |
| "Moonlight"                                                                               | 2016 | —                             | —                             | —                             | —                             | —                             | —                             | —                             | —                             | —                             | —                             | \|Dangerous Woman                    |
| "Greedy"                                                                                  | 2016 | —                             | —                             | —                             | 194                           | 18                            | —                             | —                             | 18                            | —                             | 113                           | \|Dangerous Woman                    |
| "Leave Me Lonely" (com Macy Gray)                                                         | 2016 | —                             | —                             | —                             | —                             | —                             | —                             | —                             | —                             | —                             | 143                           | \|Dangerous Woman                    |
| "Bad Decisions"                                                                           | 2016 | —                             | —                             | —                             | —                             | —                             | —                             | —                             | —                             | —                             | 180                           | \|Dangerous Woman                    |
| "Touch It"                                                                                | 2016 | —                             | —                             | —                             | —                             | —                             | —                             | —                             | —                             | —                             | 176                           | \|Dangerous Woman                    |
| "Thinking Bout You"                                                                       | 2016 | —                             | —                             | —                             | —                             | —                             | —                             | —                             | —                             | —                             | 183                           | \|Dangerous Woman                    |
| "Raindrops (An Angel Cried)"                                                              | 2018 | 106                           | 65                            | 96                            | —                             | —                             | —                             | —                             | 54                            | —                             | —                             | Sweetener                            |
| "Blazed" (com Pharrell Williams)                                                          | 2018 | 114                           | 74                            | —                             | —                             | —                             | —                             | —                             | 80                            | —                             | —                             | Sweetener                            |
| "R.E.M"                                                                                   | 2018 | 72                            | 52                            | 68                            | —                             | —                             | 100                           | 67                            | —                             | —                             | —                             | Sweetener                            |
| "Sweetener"                                                                               | 2018 | 55                            | 43                            | 44                            | 183                           | —                             | 77                            | 40                            | 57                            | 96                            | 22                            | Sweetener                            |
| "Successful"                                                                              | 2018 | 110                           | 71                            | —                             | —                             | —                             | —                             | —                             | 99                            | —                             | —                             | Sweetener                            |
| "Everytime"                                                                               | 2018 | 62                            | 36                            | 51                            | —                             | —                             | —                             | —                             | 38                            | —                             | —                             | Sweetener                            |
| "Borderline" (com Missy Elliott)                                                          | 2018 | 123                           | 83                            | —                             | —                             | —                             | —                             | —                             | —                             | —                             | —                             | Sweetener                            |
| "Better Off"                                                                              | 2018 | 107                           | 68                            | 92                            | —                             | —                             | —                             | —                             | 93                            | —                             | —                             | Sweetener                            |
| "Goodnight n Go"                                                                          | 2018 | 87                            | 57                            | 67                            | —                             | —                             | —                             | —                             | 76                            | —                             | —                             | Sweetener                            |
| "Pete Davidson"                                                                           | 2018 | 99                            | 58                            | 73                            | —                             | —                             | —                             | —                             | 87                            | —                             | —                             | Sweetener                            |
| "Get Well Soon"                                                                           | 2018 | 116                           | 79                            | —                             | —                             | —                             | —                             | —                             | —                             | —                             | —                             | Sweetener                            |
| "Needy"                                                                                   | 2019 | 14                            | 13                            | 16                            | 100                           | —                             | 41                            | 11                            | —                             | 43                            | 8                             | Thank U, Next                        |
| "NASA"                                                                                    | 2019 | 17                            | 16                            | 17                            | 128                           | —                             | 46                            | —                             | —                             | 51                            | —                             | Thank U, Next                        |
| "Bloodline"                                                                               | 2019 | 22                            | 11                            | 18                            | 97                            | —                             | 36                            | —                             | —                             | 24                            | —                             | Thank U, Next                        |
| "Fake Smile"                                                                              | 2019 | 26                            | 22                            | 25                            | 125                           | —                             | 48                            | —                             | —                             | 54                            | —                             | Thank U, Next                        |
| "Bad Idea"                                                                                | 2019 | 27                            | 21                            | 22                            | 105                           | —                             | 43                            | —                             | —                             | 41                            | —                             | Thank U, Next                        |
| "Make Up"                                                                                 | 2019 | 48                            | 41                            | 42                            | 186                           | —                             | 64                            | —                             | —                             | —                             | —                             | Thank U, Next                        |
| "Ghostin"                                                                                 | 2019 | 25                            | 27                            | 151                           | —                             | 58                            | —                             | —                             | 68                            | —                             | —                             | Thank U, Next                        |
| "In My Head"                                                                              | 2019 | 38                            | 36                            | 34                            | —                             | —                             | 48                            | —                             | —                             | —                             | —                             | Thank U, Next                        |
| "Shut Up"                                                                                 | 2020 | 47                            | 45                            | 41                            | 193                           | —                             | —                             | —                             | 63                            | —                             | —                             | Positions                            |
| "Motive" (com Doja Cat)                                                                   | 2020 | 32                            | 19                            | 25                            | 128                           | —                             | —                             | 29                            | 28                            | 84                            | 16                            | Positions                            |
| "Just like Magic"                                                                         | 2020 | 43                            | 40                            | 37                            | —                             | —                             | —                             | —                             | 60                            | —                             | —                             | Positions                            |
| "Off the Table" (com The Weeknd)                                                          | 2020 | 35                            | 32                            | 21                            | 164                           | —                             | 93                            | —                             | 43                            | —                             | —                             | Positions                            |
| "Six Thirty"                                                                              | 2020 | 63                            | —                             | 51                            | —                             | —                             | —                             | —                             | 88                            | —                             | —                             | Positions                            |
| "Safety Net" (com Ty Dolla Sign)                                                          | 2020 | 52                            | 42                            | 40                            | —                             | —                             | —                             | —                             | 61                            | —                             | —                             | Positions                            |
| "My Hair"                                                                                 | 2020 | 65                            | 52                            | 52                            | —                             | —                             | —                             | —                             | 81                            | —                             | —                             | Positions                            |
| "Nasty"                                                                                   | 2020 | 49                            | 51                            | 46                            | —                             | —                             | —                             | —                             | 75                            | —                             | —                             | Positions                            |
| "West Side"                                                                               | 2020 | 71                            | —                             | 59                            | —                             | —                             | —                             | —                             | —                             | —                             | —                             | Positions                            |
| "Love Language"                                                                           | 2020 | 75                            | —                             | 62                            | —                             | —                             | —                             | —                             | —                             | —                             | —                             | Positions                            |
| "Obvious"                                                                                 | 2020 | 70                            | —                             | 56                            | —                             | —                             | —                             | —                             | —                             | —                             | —                             | Positions                            |
| "I Don't Do Drugs" (Doja Cat com Ariana Grande)                                           | 2021 | 57                            | 43                            | 37                            | —                             | —                             | 31                            | —                             | —                             | —                             | —                             | Planet Her                           |
| "—" denota lançamentos que não entraram nas paradas ou não foram lançados naquela região. |      |                               |                               |                               |                               |                               |                               |                               |                               |                               |                               |                                      |

## Vídeos musicais
| Obra                                       | Ano                    | Outro(s) artista(s)            | Diretor(es)                    | Ref.                   |
| Como artista principal                     | Como artista principal | Como artista principal         | Como artista principal         | Como artista principal |
| ------------------------------------------ | ---------------------- | ------------------------------ | ------------------------------ | ---------------------- |
| "Put Your Hearts Up"                       | 2011                   | Nenhum                         | Jeremy Alter                   | [ 117 ]                |
| "The Way"                                  | 2013                   | Mac Miller                     | Jones Crow                     | [ 118 ]                |
| "Almost Is Never Enough"                   | 2013                   | Nathan Sykes                   | Nev Todorovic                  | [ 119 ]                |
| "Baby I"                                   | 2013                   | Nenhum                         | Ryan Pallotta                  | [ 120 ]                |
| "Right There"                              | 2013                   | Big Sean                       | Nev Todorovic                  | [ 119 ]                |
| "Problem" (Lyric Video)                    | 2014                   | Iggy Azalea                    | Jones Crow                     | [ 121 ]                |
| "Problem"                                  | 2014                   | Iggy Azalea                    | Nev Todorovic                  | [ 119 ]                |
| "Break Free"                               | 2014                   | Zedd                           | Chris Marrs Piliero            | [ 122 ]                |
| "Bang Bang"                                | 2014                   | Jessie J e Nicki Minaj         | Hannah Lux Davis               | [ 123 ]                |
| "Love Me Harder" (Lyric Video)             | 2014                   | The Weeknd                     | Alfredo Flores                 | [ 124 ]                |
| "Love Me Harder"                           | 2014                   | The Weeknd                     | Hannah Lux Davis               | [ 125 ]                |
| "Santa Tell Me"                            | 2014                   | Nenhum                         | Chris Marrs Piliero            | [ 126 ]                |
| "One Last Time"                            | 2015                   | Nenhum                         | Max Landis                     | [ 127 ]                |
| "Focus"                                    | 2015                   | Nenhum                         | Hannah Lux Davis               | [ 128 ]                |
| "Dangerous Woman"                          | 2016                   | Nenhum                         | The Young Astronauts           | [ 129 ]                |
| "Let Me Love You"                          | 2016                   | Lil Wayne                      | Grant Singer                   | [ 130 ]                |
| "Into You"                                 | 2016                   | Nenhum                         | Hannah Lux Davis               | [ 131 ]                |
| "Side to Side"                             | 2016                   | Nicki Minaj                    | Hannah Lux Davis               | [ 132 ]                |
| "Everyday" (Lyric Video)                   | 2017                   | Future                         | Chris Marrs Piliero            | [ 133 ]                |
| "Everyday"                                 | 2017                   | Future                         | Chris Marrs Piliero            | [ 134 ]                |
| "Beauty and the Beast"                     | 2017                   | John Legend                    | Dave Meyers                    | [ 134 ]                |
| "No Tears Left to Cry"                     | 2018                   | Nenhum                         | Dave Meyers                    | [ 135 ]                |
| "The Light Is Coming"                      | 2018                   | Nicki Minaj                    | Dave Meyers                    | [ 136 ]                |
| "God Is A Woman"                           | 2018                   | Nenhum                         | Dave Meyers                    | [ 137 ]                |
| "Breathin"                                 | 2018                   | Nenhum                         | Hannah Lux Davis               | [ 138 ]                |
| "Thank U, Next"                            | 2018                   | Nenhum                         | Hannah Lux Davis               | [ 139 ]                |
| "7 Rings"                                  | 2019                   | Nenhum                         | Hannah Lux Davis               | [ 140 ]                |
| "Break Up with Your Girlfriend, I’m Bored" | 2019                   | Nenhum                         | Hannah Lux Davis               | [ 141 ]                |
| "Monopoly"                                 | 2019                   | Victoria Monét                 | Alfredo Flores Ricky Alvarez   | [ 142 ]                |
| "In My Head"                               | 2019                   | Nenhum                         | Bardia Zeinali                 | [ 143 ]                |
| "Boyfriend"                                | 2019                   | Social House                   | Hannah Lux Davis               | [ 144 ]                |
| "Stuck With U"                             | 2020                   | Justin Bieber                  | Alfredo Flores                 | [ 145 ]                |
| "Rain On Me"                               | 2020                   | Lady Gaga                      | Robert Rodriguez               | [ 146 ]                |
| "positions"                                | 2020                   | Nenhum                         | Dave Meyers                    | [ 147 ]                |
| "34+35"                                    | 2020                   | Nenhum                         | Director X                     | [ 148 ]                |
| "34+35 Remix"                              | 2021                   | Doja Cat & Megan Thee Stallion | Stefan Kohli                   | [ 149 ]                |
| Como artista convidada                     |                        |                                |                                |                        |
| "Popular Song"                             | 2013                   | Mika                           | Chris Marrs Piliero            | [ 150 ]                |
| "Don't Be Gone Too Long"                   | 2014                   | Chris Brown                    | Chris Brown                    | [ 151 ]                |
| "E Più Ti Penso"                           | 2015                   | Andrea Bocelli                 | Gaetano Morbioli               | [ 152 ]                |
| "This Is Not a Feminist Song"              | 2016                   | SNL cast                       | Matt Villines Osmany Rodriguez | [ 153 ]                |
| "My Favorite Part"                         | 2016                   | Mac Miller                     | Luis Perez                     | [ 154 ]                |
| "Faith"                                    | 2016                   | Stevie Wonder                  | Alan Bibby                     | [ 155 ]                |
| "Bed"                                      | 2018                   | Nicki Minaj                    | Hype Williams                  | [ 156 ]                |
| "Dance to This"                            | 2018                   | Troye Sivan                    | Bardia Zeinali                 | [ 157 ]                |
| "Rule the World"                           | 2019                   | 2 Chainz                       | Sebastian Sdaigui              | [ 158 ]                |
| Aparições                                  |                        |                                |                                |                        |
| "Freak the Freak Out"                      | 2010                   | Victoria Justice               | Marcus Wagner                  | [ 159 ]                |
| "Beggin' on Your Knees"                    | 2011                   | Victoria Justice               | Marcus Wagner                  | [ 160 ]                |
| "Unfriend You"                             | 2011                   | Greyson Chance                 | Sanaa Hamri                    | [ 161 ]                |
| "All I Want Is Everything"                 | 2011                   | Victoria Justice               | Lex Halaby                     | [ 162 ]                |
| "Make It In America"                       | 2012                   | Victoria Justice               | Marcus Wagner                  | [ 163 ]                |